# Calisto montana
Calisto montana är en fjärilsart som beskrevs av Clench 1943. Calisto montana ingår i släktet Calisto och familjen praktfjärilar. Inga underarter finns listade i Catalogue of Life.

## Bildgalleri

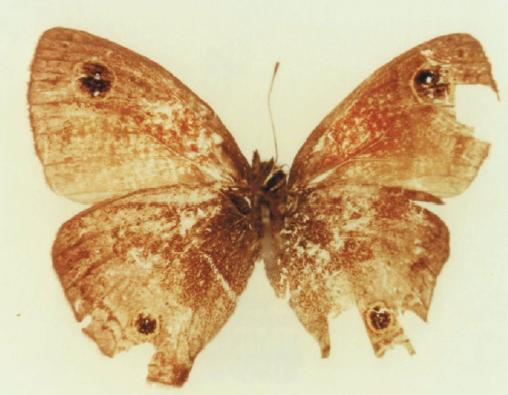